# Witkruinklauwier
De witkruinklauwier (Eurocephalus anguitimens) is een zangvogel uit de familie Laniidae (klauwieren). De soort werd voor het eerst geldig gepubliceerd door Andrew Smith in 1836.

## Verspreidingsgebied
De witkruinklauwier komt voor in zuidelijk Afrika en telt twee ondersoorten:
- E. a. anguitimens: van zuidelijk Angola en noordoostelijk Namibië tot zuidelijk Zambia, centraal Zimbabwe en noordelijk Zuid-Afrika.
- E. a. niveus: van zuidoostelijk Zimbabwe tot Mozambique, Swaziland en oostelijk Zuid-Afrika.

Zijn natuurlijke habitat bestaat uit subtropische of tropische bossen en savanne.

## Status
De grootte van de populatie is niet gekwantificeerd maar de soort wordt omschreven als schaars tot zeer algemeen. Op de Rode lijst van de IUCN heeft deze soort de status niet bedreigd.